# Gulgrön kantmusseron
Gulgrön kantmusseron (Tricholoma viridilutescens) är en svampart som beskrevs av M.M. Moser 1978. Gulgrön kantmusseron ingår i släktet musseroner och familjen Tricholomataceae.  Arten är reproducerande i Sverige. Inga underarter finns listade i Catalogue of Life.